# Curling agli VIII Giochi asiatici invernali - Torneo femminile
Il torneo di curling femminile si è svolto dal 18 al 24 febbraio 2017 al Sapporo Curling Stadium di Sapporo in Giappone.

## Squadre
| Cina                                                           | Giappone                                                                             | Kazakistan                                                                                    | Qatar                                                                     |
| -------------------------------------------------------------- | ------------------------------------------------------------------------------------ | --------------------------------------------------------------------------------------------- | ------------------------------------------------------------------------- |
| - Wang Bingyu - Wang Rui - Liu Jinli - Zhou Yan - Yang Ying    | - Satsuki Fujisawa - Mari Motohashi - Chinami Yoshida - Yurika Yoshida - Yumi Suzuki | - Ramina Yunicheva - Anastassiya Surgay - Kamila Bakanova - Diana Torkina - Sitora Alliyarova | - Maryam Binali - Hanan Al-Boinin - Mubarka Al-Abdulla - Dhabya Al-Boinin |
| Corea del Sud                                                  |                                                                                      |                                                                                               |                                                                           |
| - Kim Eun-jung - Kim Kyeong-ae - Kim Seon-yeong - Kim Yeong-mi |                                                                                      |                                                                                               |                                                                           |

## Risultati

### Fase a gironi
| Pos | Squadra       | G | V | P | PF | PS | Qualificazione |
| --- | ------------- | - | - | - | -- | -- | -------------- |
| 1   | Corea del Sud | 4 | 4 | 0 | 57 | 14 | Semifinali     |
| 2   | Cina          | 4 | 3 | 1 | 57 | 16 | Semifinali     |
| 3   | Giappone      | 4 | 2 | 2 | 44 | 19 | Semifinali     |
| 4   | Kazakistan    | 4 | 1 | 3 | 20 | 57 | Semifinali     |
| 5   | Qatar         | 4 | 0 | 4 | 6  | 78 |                |

### Fase a eliminazione diretta
|  | Semifinals | Semifinals    | Semifinals |      |    | Gold medal game | Gold medal game | Gold medal game |  |
|  |            |               |            |      |    |                 |                 |                 |  |
|  | 1          | Corea del Sud | 15         |      |    |                 |                 |                 |  |
|  | 1          | Corea del Sud | 15         |      |    |                 |                 |                 |  |
|  | 4          | Kazakistan    | 3          |      |    |                 |                 |                 |  |
|  | 4          | Kazakistan    | 3          |      | 1  | Corea del Sud   | 5               |                 |  |
|  |            |               |            |      | 1  | Corea del Sud   | 5               |                 |  |
|  |            |               | 2          | Cina | 12 |                 |                 |                 |  |
|  | 2          | Cina          | 2          | Cina | 12 | 6               |                 |                 |  |
|  | 2          | Cina          |            |      |    | 6               |                 |                 |  |
|  | 3          | Giappone      | 5          |      |    | Finale 3º posto | Finale 3º posto | Finale 3º posto |  |
|  | 3          | Giappone      | 5          |      |    |                 |                 |                 |  |
|  |            |               |            |      |    |                 |                 |                 |  |
|  |            |               |            |      |    | 4               | Kazakistan      | 0               |  |
|  |            |               |            |      |    | 4               | Kazakistan      | 0               |  |
|  |            |               |            |      |    | 3               | Giappone        | 17              |  |